# Курская областная клиническая больница
Ку́рская областна́я многопрофильная клини́ческая больни́ца — крупнейшее многопрофильное лечебно-профилактическое учреждение Курской области. Официальное название — Областное бюджетное учреждение здравоохранения «Курская областная многопрофильная клиническая больница» Министерства здравоохранения Курской области, сокращённо — ОБУЗ «КОМКБ». Больница расположена в городе Курске по адресу: улица Сумская, 45а.

## Структура
В больнице работает 25 клинических отделений: приёмное отделение, неврологическое отделение для больных с ОНМК регионального сосудистого центра, отделение неотложной кардиологии регионального сосудистого центра, отделение сосудистой хирургии, отделение челюстно-лицевой хирургии, отоларингологическое отделение, урологическое отделение, травматолого-ортопедическое отделение, нейрохирургическое отделение, хирургическое отделение, отделение гнойной хирургии, колопроктологическое отделение, хирургическое торакальное отделение, ожоговое отделение, неврологическое отделение, кардиологическое отделение, нефрологическое отделение, гематологическое отделение, эндокринологическое отделение, ревматологическое отделение, гастроэнтерологическое отделение, пульмонологическое отделение, аллергологическое отделение, отделение экстренной и планово-консультативной помощи (санитарная авиация), отделение хирургической косметологии.
В число 11 параклинических отделений больницы входят: отделение реанимации и интенсивной терапии, отделение анестезиологии-реанимации, отделение рентгенохирургических методов диагностики и лечения № 2, отделение рентгенохирургических методов диагностики и лечения № 1 регионального сосудистого центра, эндоскопическое отделение, отделение гравитационной хирургии крови, отделение гипербарической оксигенации, отделение диализа, физиотерапевтическое отделение, операционный блок, центральная стерилизационная.
Также имеется 8 диагностических отделений: клиническая лаборатория; бактериологическая лаборатория; лаборатория клинической иммунологии; рентгенодиагностическое отделение; отделение рентгено-компьютерной томографии; рентгено-радиологическое отделение; отделение функциональной диагностики; отделение ультразвуковой диагностики.
КОКБ является клинической базой Курского государственного медицинского университета.